# Pteromalus vulgaris
Pteromalus vulgaris är en stekelart som först beskrevs av William Harris Ashmead 1894.  Pteromalus vulgaris ingår i släktet Pteromalus och familjen puppglanssteklar. Inga underarter finns listade i Catalogue of Life.